# Henny de Swaanbrug
De Henny de Swaanbrug (brug 714) is een vaste brug in Slotervaart in Amsterdam Nieuw-West.
De brug is gelegen in de Ottho Heldringstraat en overspant een gracht die aan de noordzijde parallel loopt aan de Aletta Jacobslaan. De brug werd aangelegd in een periode dat de terreinen ten zuiden van de Slotervaart in ontwikkeling werden gebracht. De brug kwam rond 1960 in plaats van een dam die hier de gracht (nog) afsloot.
De bruggen werden in die tijd ontworpen door de Dienst der Publieke Werken, waar Dick Sleboswerkzaam was als esthetisch architect. Voor de terreinen ten zuiden van de Slotervaart kwamen zij met een ontwerp, dat op diverse plekken in de wijk te zien is. De duikerbrug is voor wat betreft uiterlijk een zusje van de Corry Tendeloobrug, even ten westen van deze brug gelegen. Daar waar de Corry Tendeloobrug een overspanning heeft over een driehoekige, puntige duiker, kent de Henny de Swaanbrug juist een langgerekte brede overspanning over de duiker. In de balustrades is aan de waterkant reliëf aangebracht.
De brug is op de grens van 2016 en 2017 vernoemd naar Henny de Swaan-Roos, bekend als "Moeder van de tweede feministische golf". De brug kreeg haar naam omdat Aletta Jacobs haar voorbeeld was in de emancipatiestrijd. Ottho Gerhard Heldring was een predikant, die oprichter was van de Heldring-gestichten voor "gevallen vrouwen".
<<< · 700 · 701 · 702 · 703 · 704 · 705 · 706 · 707 · 708 · 709 · 710 · 711 · 712 · 713 · 714 · 715 · 716 · 717 · 718 · 719 · 720 · 721 · 722 · 725 · 726 · 729 · 730-738 · 739 · 740 · 741 · 742 · 743 · 744 · 745 · 746 · 747 · 748 · 749 · 751 · 752 · 753 · 754 · 755 · 756 · 757 · 758 · 759 · 760 · 761 · 762 · 763 · 764 · 765 · 766 · 767 · 768 · 769 · 770 · 771 · 772 · 773 · 775 · 776 · 777 · 778 · 779 · 780 · 781 · 782 · 783 · 784 · 786 · 787 · 788 · 789 · 790 · 791 · 792 · 793 · 794 · 795 · 797 · >>>
Brugnummers  723, 724, 727, 728, 750, 774, 785, 796 (niet gerealiseerde brug over de Slotervaart), 798 en 799 zijn niet vergeven.